# Wiesław Zięba
Wiesław Zięba (ur.  4 maja 1947 w Przysiekach, zm. 12 września 2022) – polski grafik, satyryk, rysownik, reżyser filmów animowanych.

## Praca zawodowa
Debiutował w 1972 w tygodniku „Szpilki”. W tym samym roku rozpoczął pracę w Studiu Filmów Rysunkowych w Bielsku-Białej, a od roku 1983 w Studiu Miniatur Filmowych w Warszawie. Od 1980 roku reżyserował filmy w oparciu o własne scenariusze i animację. Zajmował się też plastyką. Był autorem filmów reklamowych. Współpracował jako ilustrator podręczników szkolnych z Wydawnictwem Szkolnym i Pedagogicznym.
Od 2015 był ekspertem Polskiego Instytutu Sztuki Filmowej.
Jest jednym z bohaterów książki Jerzego Armaty Anima. Mistrzowie polskiej animacji (wyd. EGoFILM, Warszawa 2025).

## Nagrody
Został nagrodzony, m.in.: nagrodą tygodnika Film za najlepszy debiut reżyserski roku 1980 w filmie krótkometrażowym, Nagrodą Jury Dziecięcego za film David i Sandy na 10. Ogólnopolskim Festiwalu Filmów i Widowisk Telewizyjnych Poznań '88. Za film Magiczna Gwiazda (2004) otrzymał nagrody w Kairze, Nisz (Serbia) i Gdyni. W 2008 roku otrzymał od Ministra Kultury i Dziedzictwa Narodowego Srebrny Medal „Zasłużony Kulturze Gloria Artis”.